# Braunau am Inn (stacja kolejowa)
Braunau am Inn – stacja kolejowa w Braunau am Inn, w kraju związkowym Górna Austria, w Austrii. Znajdują się tu 4 perony.